# 広島県道226号井原市停車場線
広島県道226号井原市停車場線（ひろしまけんどう226ごう いばらいちていしゃじょうせん）は、広島県広島市安佐北区を通る一般県道である。

## 概要
JR西日本芸備線 井原市駅付近から広島県道37号広島三次線交点を結ぶ。

### 路線データ
- 起点：広島市安佐北区白木町井原（広島県道68号大林井原線交点）
- 終点：広島市安佐北区白木町井原（広島県道37号広島三次線交点[注釈 2]）
- 総延長：324 m[注釈 1][注釈 2]

## 地理

### 通過する自治体
- 広島市（安佐北区）

### 交差する道路
| 交差する道路           | 交差する場所 | 交差する場所 |
| ---------------------- | ------------ | ------------ |
| 広島県道68号大林井原線 | 白木町井原   | 起点         |
| 広島県道37号広島三次線 | 白木町井原   | 終点         |

### 沿線
- JR西日本芸備線 井原市駅
- 広島市立井原小学校